# Nikon (Liolin)
Nikon, nazwisko świeckie Nicholas Liolin (ur. 9 października 1945 w Nowym Jorku, zm. 1 września 2019 tamże) – biskup Kościoła Prawosławnego w Ameryce. 

## Życiorys
Jest pochodzenia albańskiego. Jego rodzice byli aktywni w życiu religijnym albańskiej społeczności prawosławnej w USA, matka była kierownikiem chóru w parafii św. Mikołaja w Nowym Jorku. Ukończył seminarium duchowne św. Włodzimierza w Nowym Jorku. Studiował również w Iona and Concordia College oraz w New School for Social Research and Political Science (obydwie placówki w Nowym Jorku). W 1967 ożenił się z Sarah Arthur, zaś dwa lata później przyjął święcenia kapłańskie. Razem z żoną, która została psalmistką, służyli w etnicznych parafiach albańskich św. Mikołaja w Southbridge oraz św. Tomasza w Farmigton Hillls. Publikował w piśmie The Vine, oficjalnym organie archidiecezji albańskiej Kościoła Prawosławnego w Ameryce, często występował w telewizyjnych programach nt. prawosławia, wreszcie został dziekanem dekanatu Wielkich Jezior. 
W 2000 jego żona zmarła na raka. Po jej śmierci zdecydował się na złożenie ślubów monastycznych i uzupełnienie swojej edukacji teologicznej w seminarium przy monasterze św. Tichona w South Canaan. 24 maja 2002 miała miejsce jego chirotonia na biskupa pomocniczego diecezji nowojorskiej z tytułem biskupa Baltimore. 22 października 2003 Synod Biskupów Kościoła Prawosławnego w Ameryce nominował go na biskupa Bostonu, zgodnie z sugestią duchowieństwa archidiecezji albańskiej. Jego intronizacja na katedrze bostońskiej miała miejsce 16 grudnia 2005 w Soborze Trójcy Świętej w Bostonie.
9 maja 2012 roku decyzją Synodu Kościoła Prawosławnego w Ameryce został wyświęcony na arcybiskupa. Urząd sprawował do śmierci w 2019 r.